# Robert Wood (Altertumsforscher)
Robert Wood (* 1716 oder 1717 in Riverstown Castle bei Dublin; † 9. September 1771 in Putney bei London) war ein britischer Reisender, Altertumsforscher, Unterstaatssekretär und Parlamentsabgeordneter.

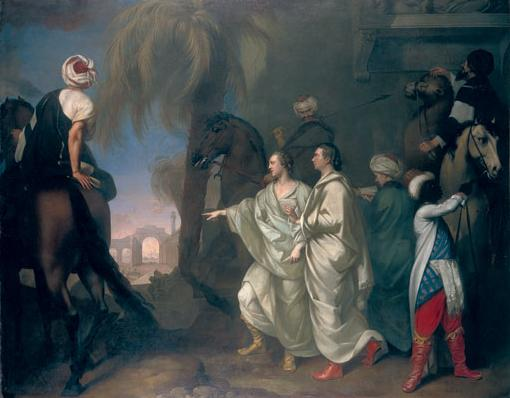
James Dawkins and Robert Wood Discovering the Ruins of Palmyra, Gemälde von Gavin Hamilton (1758)

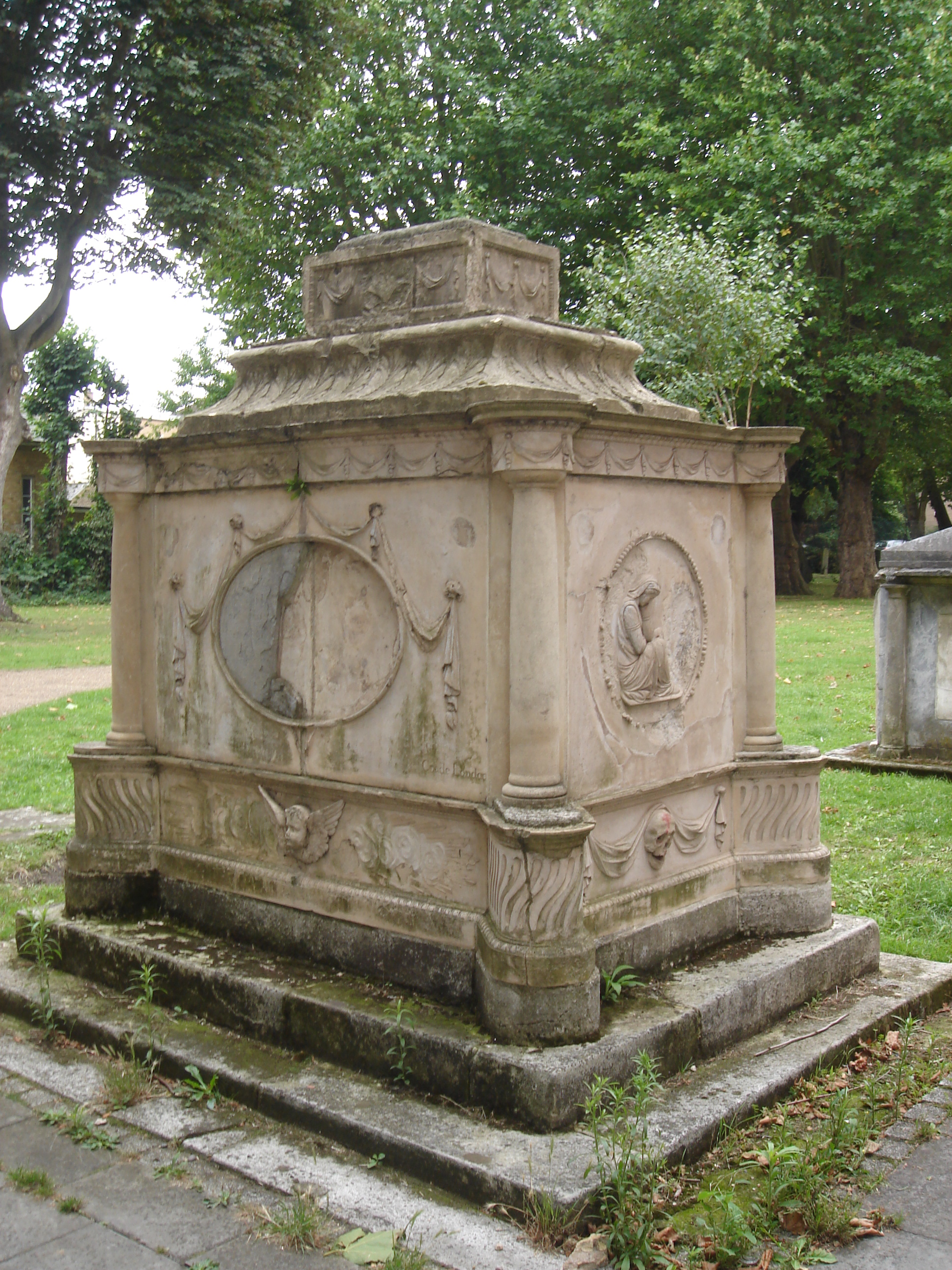
Grab von Robert Wood auf dem Putney Old Burial Ground

## Leben
Robert Wood war der Sohn eines presbyterianischen Pfarrers. Er studierte 1730 bis 1732 in Glasgow, 1736 am Middle Temple und 1738 in Padua. 1742/43 unternahm er eine erste Reise im östlichen Mittelmeerraum.
Von 1750 bis 1753 unternahm er mit James Dawkins (1722–1757) und John Bouverie (1723–1750) sowie dem Zeichner und Architekten Giovanni Battista Borra (1712–1786) eine Reise zu den antiken Stätten des östlichen Mittelmeerraumes. Die Reise begann in Neapel am 5. Mai 1750 mit einem extra dafür ausgerüsteten Schiff, der Matilda. Sie bereisten zunächst die Ägäis und die Küsten Kleinasiens, wo Bouverie im September 1750 starb. Die Reise führte weiter nach Ägypten und Palästina. Im Frühjahr 1751 bereisten sie Syrien, insbesondere Palmyra und Baalbek, und kehrten über Tripolis im heutigen Libanon, Zypern und Griechenland am 7. Juni 1751 nach Neapel zurück. Diese Reise gehört zu den ersten rein wissenschaftlichen Forschungsexpeditionen in den östlichen Mittelmeerraum.
Sie versuchten, die Originalschauplätze antiker Autoren, wie etwa Homers in der Skamandros-Ebene, aufzufinden und in neu gezeichneten Landkarten zu dokumentieren, und kauften Antiken und alte Handschriften, um sie nach Großbritannien zu bringen. Nach dem Vorbild der Édifices antiques de Rome (1692) des französischen Architekten Antoine Desgodetz (1653–1728) fertigten sie Aufmaße der antiken Ruinen in Palmyra und Baalbek an. Die Ergebnisse wurden 1753 bzw. 1757 als aufwendige Tafelwerke mit Text von Wood veröffentlicht, parallel in einer englischen und einer französischen Ausgabe. Sie gehörten zu den frühesten systematischen Publikationen antiker Architektur und hatten großen Einfluss auf die klassizistische Architektur sowohl Großbritanniens als auch des Kontinents. Beispielsweise verwendete Friedrich Wilhelm von Erdmannsdorff Motive aus den beiden Bänden bei seinen Bauten im Wörlitzer Park, so beim Schloss und dem Pantheon. Heinrich Gentz übernahm Motive aus dem Palmyra-Band für die Innendekoration des Weimarer Stadtschlosses. Gentz empfahl Woods Stichwerke auch den Schülern der Berliner Bauakademie, an der er lehrte, da sie „die herrlichsten Muster zu architektonischen Verzierungen“, und insbesondere „sehr schöne und reiche Decken“ enthielten.
1753 bis 1756 war Wood Begleiter des jungen Duke of Bridgewater auf dessen Grand Tour durch Europa. Im Dezember 1756 wurde er Under Secretary im Southern Department (später Teil des Foreign Department), ein Amt, das er bis 1763 innehatte, und war dann von 1768 bis 1770 Under Secretary im Northern Department. Von 1761 bis zu seinem Tode war er Mitglied im Unterhaus für Brackley, Northamptonshire.
Mit seinem 1769 publizierten Werk An essay on the original genius of Homer gehört er zu den frühesten ernsthaften Forscher zu Homer, insbesondere versuchte er zu zeigen, dass das homerische Werk zunächst mündlich geschaffen wurde und erst später verschriftlich wurde.
Wood liegt auf dem Putney Old Burial Ground in Londoner Bezirk Putney in einem mit einem Epitaph von Horace Walpole versehenen Grab.

## Schriften
- The ruins of Palmyra; otherwise Tedmore in the desart. London 1753 (UB Heidelberg).
- Les ruines de Palmyre, autrement dite Tedmor, au desert. London 1753 (UB Heidelberg).
- The ruins of Balbec, otherwise Heliopolis in Coelosyria. London 1757 (UB Heidelberg).
- Les Ruines de Balbec, autrement dite Heliopolis dans la Coelosyrie. London 1757.
- An essay on the original genius of Homer with a Comparative View of the Ancient and Present State of the Troade. London 1769 (archive.org).